# Jay Baruchel
Jonathan Adam Saunders Baruchel (* 9. duben 1982, Ottawa, Kanada) je kanadský herec.

## Život a kariéra
Jay se narodil v Ottawě do rodiny spisovatelky a obchodníka se starožitnostmi. Vyrostl ale v městečku Notre-Dame-de-Grace v blízkosti Montrealu. Má také mladší sestru, Taylor. Jeho rodina má židovsko-francouzsko-irský původ. Je známým sportovním nadšencem a velkým fandou klubů Montreal Canadiens a Celtic Glasgow.
Jednou z jeho prvních větší rolí byla role v seriálu My Hometown z roku 1996. Moderoval také show Populární mechanika pro děti společně s Elishou Cuthbert. Poté se začal prosazovat ve filmech, vidět jsme ho mohli v takových snímcích, jako Na pokraji slávy, Millon dollar baby, Tropická bouře, Na tuhle nemám, Jak vycvičit draka nebo Noc v muzeu 2.

## Filmografie
- 1995: Bojíte se tmy? (1 epizoda) – Joe
- 1996: My Hometown - Thomas Thompson
- 1997: Populární mechanika pro děti – sebe
- 1998: Nejhorší čarodějnice (1 epizoda) – Bean Pole
- 1999 - 2000: Bojíte se tmy? (3 epizody) - Alex, Ross Doyle, Jason Midas
- 1999: Running home – Chlapec 2
- 1999: Who Gets the House? – Jonathan
- 2000: Na pokraji slávy – Vic Munoz
- 2001: Kolej, základ života – Steven Karp
- 2002: Matthew Blackheart:Monster Smasher – Jimmy Fleming
- 2002: Pravidla vášně – Harry
- 2003: Nemesis Game – Jeremy Curran
- 2004: The Stones – Winston Stone
- 2004: Million dollar baby – Danger Barch
- 2005: Fetching Cody – Art Frankel
- 2005: Just Legal – Skip Ross
- 2006: Vražedná čísla (2 epizody) - Oswald Kittner
- 2007: Zbouchnutá – Jay
- 2007: I'm Reed Fish – Reed Fish
- 2007: Just buried – Oliver Whynacht
- 2008: Hodina života – Andy Hayes
- 2008: Tropická bouře – Kevin Sandusky
- 2008: Nick and Norah's Infinite Playlist – Tal Hanson
- 2009: Fanoušci – Windows
- 2009: Noc v muzeu 2 – Joey Motorola
- 2009: The Trotsky – Leon
- 2010: Na tuhle nemám – Kirk Kettner
- 2010: Jak vycvičit draka – Hiccup Horrendous:Haddock Třetí
- 2010: Čarodějův učeň – Dave Stutler
- 2011: Johnny Klutz – Johnny Klutz
- 2011: Jay and Seth vs. the Apocalypse – Jay